# Euphorbia vedica
Euphorbia vedica är en törelväxtart som beskrevs av Ter-chatsch.. Euphorbia vedica ingår i släktet törlar, och familjen törelväxter. Inga underarter finns listade i Catalogue of Life.